# Ahmedabad
Ahmedabad (tiếng Gujarat: અમદાવાદ Amdāvād, Hindi: अहमदाबाद Ahmadābādⓘ) là thành phố lớn nhất ở bang Gujarat và là vùng đô thị lớn thứ 7 ở Ấn Độ, với dân số khoảng 5,1 triệu người. Tọa lạc hai bên bờ của Sông Sabarmati, thành phố này là trung tâm hành chính của địa hạt Ahmedabad, và là thủ phủ của Gujarat từ năm 1960 đến năm 1970; thủ phủ sau đó được chuyển đến thành phố Gandhinagar thereafter. Thành phố đôi khi được gọi là Karnāvaṭī, một tên gọi một thành phố cổ hơn đã tồn ở cùng một địa điểm; trong tiếng Gujarati thông tục, nó thường được gọi là Amdāvād.
Thành phố được thành lập năm 1411 để làm thủ đô của Vương quốc hồi giáo Gujarat, bởi vua Hồi giáo Ahmed Shah. Dưới thời cai trị của Anh, một khu vực đóng quân đã được thành lập và hạ tầng của thành phố đã được hiện đại hóa và mở rộng. Dù được sáp nhập vào Quận Bombay trong thời kỳ Anh cai trị Ấn Độ. Ahmedabad vẫn là một thành phố quan trọng của vùng Gujarat. Thành phố đã trở thành một trung tâm ngành dệt bùng nổ, do đó có bí danh "Manchester của phương Đông." Thành phố đã là nơi tiên phong trong Phong trào Độc lập Ấn Độ ở nửa đầu thế kỷ XX. Thành phố đã là tâm chấn của nhiều chiến dịch bất tuân lệnh dân sự để nâng cao các quyền của công nhân, quyền dân sự và độc lập chính trị.
Với sự tạo bang mới Gujarat năm 1960, Ahmedabad đã giành được vị trí nổi bật là thủ đô chính trị và thương mại của bang này. Thành phố đã bùng nổ phát triển dân số và xây dựng. Là một trung tâm trỗi dậy về giáo dục, IT, các ngành khoa học, Ahmedabad vẫn là trung tâm văn hóa và thương mạil của Gujarat, và phần lớn phía Tây Ấn Độ. Kể từ năm 2000, thành phố đã chứng kiến việc xây dựng các nhà chọc trời, các trung tâm mua sắm lớn và các phức hợp điện ảnh sân khấu. Tuy nhiên, tiến trình này đã bị cản trở bởi các thiên tai, bất ổn chính trị và một số bùng phát của bạo lực công cộng.

## Khí hậu
| Dữ liệu khí hậu của Ahmedabad (1971–2000)                                 | Dữ liệu khí hậu của Ahmedabad (1971–2000) | Dữ liệu khí hậu của Ahmedabad (1971–2000) | Dữ liệu khí hậu của Ahmedabad (1971–2000) | Dữ liệu khí hậu của Ahmedabad (1971–2000) | Dữ liệu khí hậu của Ahmedabad (1971–2000) | Dữ liệu khí hậu của Ahmedabad (1971–2000) | Dữ liệu khí hậu của Ahmedabad (1971–2000) | Dữ liệu khí hậu của Ahmedabad (1971–2000) | Dữ liệu khí hậu của Ahmedabad (1971–2000) | Dữ liệu khí hậu của Ahmedabad (1971–2000) | Dữ liệu khí hậu của Ahmedabad (1971–2000) | Dữ liệu khí hậu của Ahmedabad (1971–2000) | Dữ liệu khí hậu của Ahmedabad (1971–2000) |
| Tháng                                                                     | 1                                         | 2                                         | 3                                         | 4                                         | 5                                         | 6                                         | 7                                         | 8                                         | 9                                         | 10                                        | 11                                        | 12                                        | Năm                                       |
| ------------------------------------------------------------------------- | ----------------------------------------- | ----------------------------------------- | ----------------------------------------- | ----------------------------------------- | ----------------------------------------- | ----------------------------------------- | ----------------------------------------- | ----------------------------------------- | ----------------------------------------- | ----------------------------------------- | ----------------------------------------- | ----------------------------------------- | ----------------------------------------- |
| Cao kỉ lục °C (°F)                                                        | 36.1 (97.0)                               | 40.6 (105.1)                              | 43.9 (111.0)                              | 46.2 (115.2)                              | 47.8 (118.0)                              | 47.2 (117.0)                              | 42.2 (108.0)                              | 40.4 (104.7)                              | 41.7 (107.1)                              | 42.8 (109.0)                              | 38.9 (102.0)                              | 35.6 (96.1)                               | 47.8 (118.0)                              |
| Trung bình ngày tối đa °C (°F)                                            | 28.1 (82.6)                               | 30.5 (86.9)                               | 35.7 (96.3)                               | 39.7 (103.5)                              | 41.6 (106.9)                              | 38.7 (101.7)                              | 33.5 (92.3)                               | 32.0 (89.6)                               | 33.8 (92.8)                               | 35.7 (96.3)                               | 32.8 (91.0)                               | 29.4 (84.9)                               | 34.3 (93.7)                               |
| Tối thiểu trung bình ngày °C (°F)                                         | 12.0 (53.6)                               | 14.0 (57.2)                               | 19.1 (66.4)                               | 23.7 (74.7)                               | 26.5 (79.7)                               | 27.3 (81.1)                               | 25.7 (78.3)                               | 24.9 (76.8)                               | 24.3 (75.7)                               | 21.3 (70.3)                               | 16.6 (61.9)                               | 13.2 (55.8)                               | 20.7 (69.3)                               |
| Thấp kỉ lục °C (°F)                                                       | 3.3 (37.9)                                | 2.2 (36.0)                                | 9.4 (48.9)                                | 12.8 (55.0)                               | 19.1 (66.4)                               | 19.4 (66.9)                               | 20.4 (68.7)                               | 21.2 (70.2)                               | 17.2 (63.0)                               | 12.6 (54.7)                               | 8.3 (46.9)                                | 3.6 (38.5)                                | 2.2 (36.0)                                |
| Lượng mưa trung bình mm (inches)                                          | 1.9 (0.07)                                | 1.0 (0.04)                                | 0.5 (0.02)                                | 2.7 (0.11)                                | 10.2 (0.40)                               | 95.1 (3.74)                               | 281.3 (11.07)                             | 234.6 (9.24)                              | 95.8 (3.77)                               | 12.3 (0.48)                               | 4.3 (0.17)                                | 0.8 (0.03)                                | 740.6 (29.16)                             |
| Số ngày mưa trung bình                                                    | 0.2                                       | 0.1                                       | 0.0                                       | 0.3                                       | 0.7                                       | 4.0                                       | 11.4                                      | 10.0                                      | 4.9                                       | 0.8                                       | 0.7                                       | 0.2                                       | 33.3                                      |
| Độ ẩm tương đối trung bình (%)                                            | 49                                        | 43                                        | 37                                        | 41                                        | 47                                        | 62                                        | 77                                        | 81                                        | 71                                        | 53                                        | 48                                        | 50                                        | 55                                        |
| Số giờ nắng trung bình tháng                                              | 287.3                                     | 274.3                                     | 277.5                                     | 297.2                                     | 329.6                                     | 238.3                                     | 130.1                                     | 111.4                                     | 220.6                                     | 290.7                                     | 274.1                                     | 288.6                                     | 3.019,7                                   |
| Nguồn 1: India Meteorological Department (record high and low up to 2010) |                                           |                                           |                                           |                                           |                                           |                                           |                                           |                                           |                                           |                                           |                                           |                                           |                                           |
| Nguồn 2: NOAA (nắng, độ ẩm 1971-1990)                                     |                                           |                                           |                                           |                                           |                                           |                                           |                                           |                                           |                                           |                                           |                                           |                                           |                                           |